# Fuzzy Dice
Fuzzy Dice (Dados de Peluche en España e Hispanoamérica) es el trigésimo octavo y antepenúltimo episodio de la tercera temporada de Regular Show. El episodio es el episodio número 78 de la serie en general. El episodio trata de que la pandilla del Parque debe ganar boletos en Zona Muy Muy Divertida para comprar unos dados de peluche para Papaleta Maellard. Se estrenó el 20 de agosto del 2012.

## Sinopsis
Toda la pandilla del Parque no sabe que regalarle a Papaleta Maellard, así que le preguntan que desearía por su cumple. Maellard menciona que le gustaría unos dados de peluche de Zona Muy Muy Divertida, pero que costaban un millón de tickets, y él es demasiado viejo para jugar esos juegos. 
Al llegar al local, la Empleada de la entrada, les dice que no pueden entrar si no llevan un niño, por lo cual disfrazan a Rigby de un niño, y la Empleada les hace pasar. La pandilla se dirige al mostrador y trata de comprar con efectivo los dados, pero Diego Montez, el empleado de allí, les dice que solo pueden comprar los dados con tickets, y que en cuestión, con efectivo valdrían $10.000 dólares. Así que el grupo decide ganar los tickets en los juegos. Sin embargo, cuando solo les queda una ficha, deciden ganar los tickets restantes en "Squeeze Balls", un juego donde tienen que marcar puntos tirando pelotas. Mordecai anota al final con una pelota en el hoyo mayor, y así ganan los tickets restantes.
Al comprar los dados, la Banda Capicola (la banda de animatrónicos cantantes del local), se los roban, y huyen en un carro rojo que estaba en el techo. La pandilla empieza a perseguirlos con el Carrito de Golf, y la persecución finaliza en el muelle, cuando el carro de la Banda Capicola explota, pero ellos sobreviven. Una vez allí, les explican que hace tiempo, robaron unos diamantes con el valor de un millón de dólares, y que los metieron en los dados, pero que ahora deben aniquilarlos. Sin embargo, el FBI entra en escena, y acaba con la Banda Capicola (aunque se reveló que sobrevivieron en "Steak Me Amadeus").
Tras la aparente muerte de los ladrones animatrónicos, se revelan muchas cosas, por ejemplo: Diego Montez renunció a su trabajo en Zona Muy Muy Divertida, y se volvió multimillonario; el FBI todavía no encuentra los restos de la Banda Capicola (ya que no fueron destruidos); a Papaleta le gustaron mucho los dados de peluche, y a Musculoso también...

## Reparto de Voces
- J. G. Quintel - Mordecai, Fantasmano
- William Salyers - Rigbone "Rigby",
- Mark Hamill - Pasotes "Skips" Quippenger, Louie
- Sam Marin - Benson Dunwoody, Papaleta Maellard, Mitch "Musculoso" Sorrenstein
- Roger Craig Smith - Diego Montez
- John Cygan - Oso Líder/Papá Oso/Oso Principal
- Dawnn Lewis - Lady Pata